# Paragomphus genei
Paragomphus genei là một loài chuồn chuồn ngô thuộc họ Gomphidae. Nó được tìm thấy ở Algérie, Botswana, Cameroon, Cộng hòa Trung Phi, Cộng hòa Dân chủ Congo, Bờ Biển Ngà, Ai Cập, Ethiopia, Ghana, Guinea, Kenya, Liberia, Malawi, Maroc, Mozambique, Namibia, Nigeria, Sierra Leone, Somalia, Nam Phi, Sudan, Tanzania, Togo, Uganda, Zambia, Zimbabwe, và có thể Burundi. Các môi trường sống tự nhiên của chúng là các khu rừng ẩm ướt đất thấp nhiệt đới hoặc cận nhiệt đới, xavan khô, xavan ẩm, vùng đất có cây bụi nhiệt đới hoặc cận nhiệt đới, vùng cây bụi ẩm khu vực nhiệt đới hoặc cận nhiệt đới, sông, sông có nước theo mùa, hồ nước ngọt, và đầm nước ngọt.

## Hình ảnh

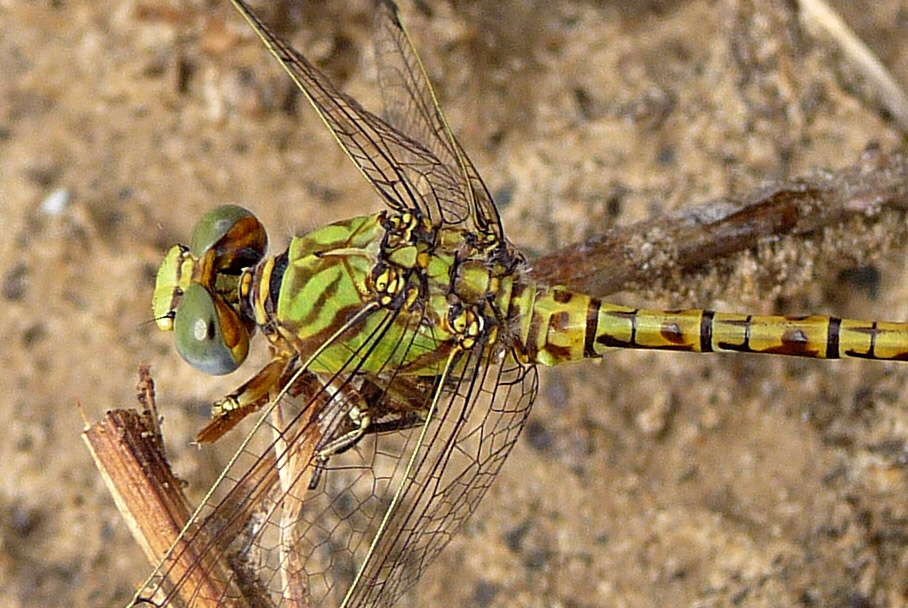
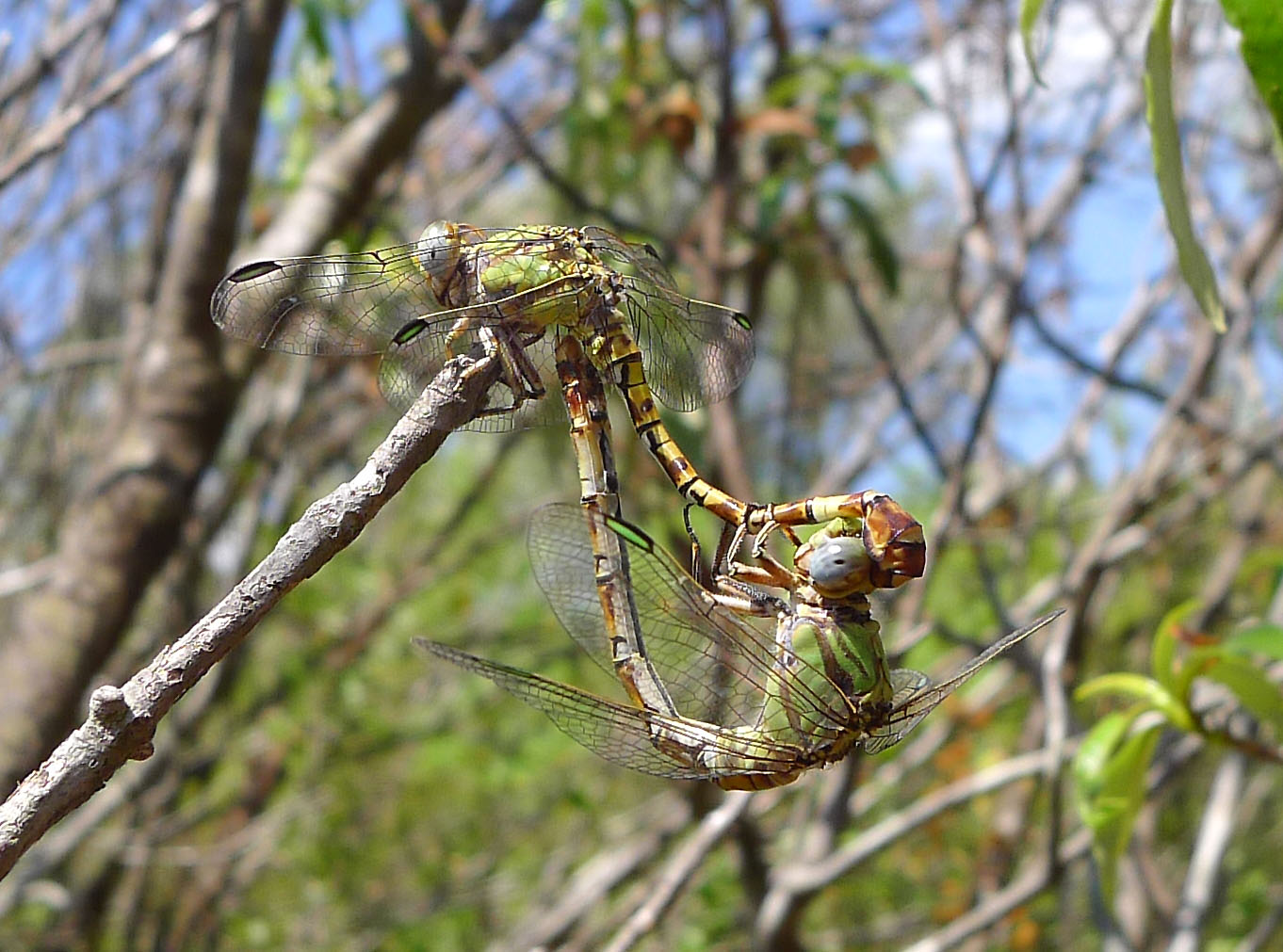
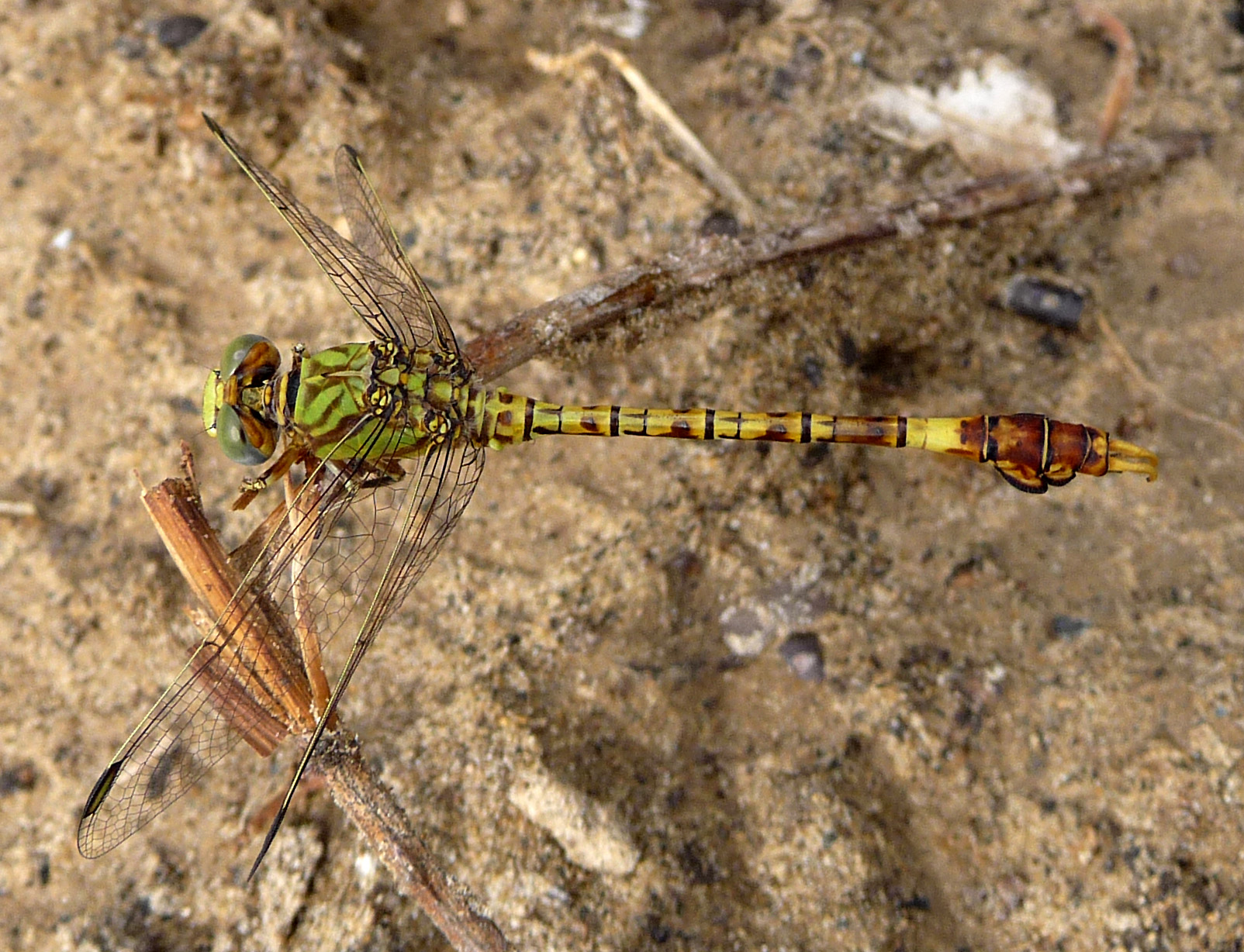
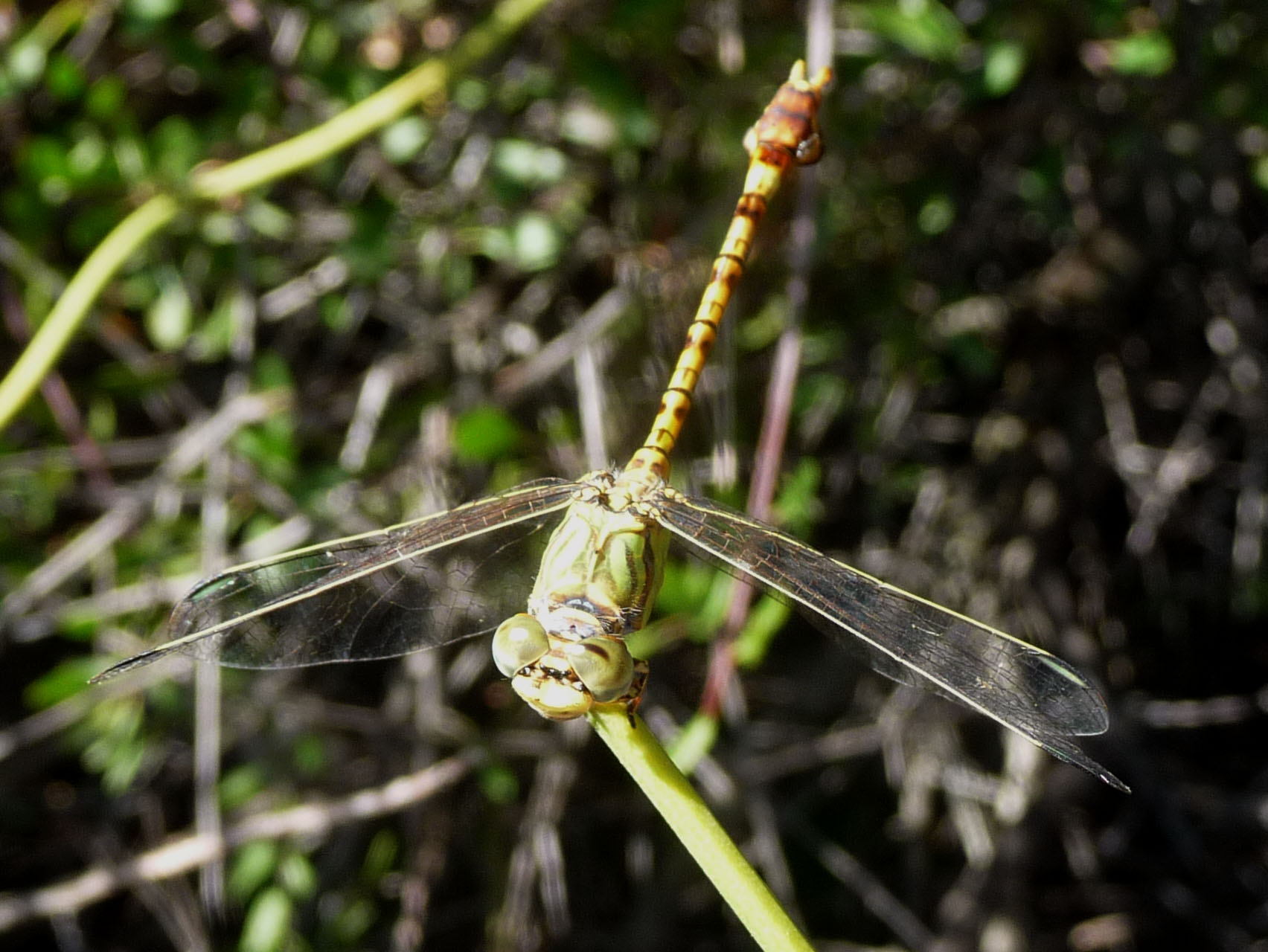